# داویت بک (فیلم)
داوید بک (ارمنی: Դավիթ Բեկ) یک فیلم درام به کارگردانی هامو بیک-نازاریان است که در سال ۱۹۴۴ منتشر شد.
این فیلم از روی رمانی به همین نام نوشته رافی اقتباس شده‌است.

## بازیگران
- هراچیا نرسیسیان
- آوت آوتیسیان
- هاسمیک
- یوگنی سامویلوف
- آروس آسریان
- گریگور آودیان
- لوون ظهرابیان
- موراد کوستانیان
- داویت مالیان
- تیگران آیوازیان
- واقیناک مارگونی
- فرونزه دولاتیان
- تاتیانا ماخموریان
- ال. شاهپارنویان[الف]
- [ب]
- [پ]
- لو سوردلین[ت]
- ایوان پرستیانی
- آرمان کوتیکیان
- [ث]
- داویت پوغوسیان (بازیگر)
- آماسیا مارتیروسیان

## یادداشت
1. ↑  Լ.Շահպարոնյան/L. Shahparonyan
2. ↑  /Vladimir Yershov
3. ↑  /Evgeniy Samoylov
4. ↑  /Lev Sverdlin
5. ↑  Հրահատ Ստեփանյան/H. Stepanyan